# داسکالووو
داسکالووو (به بلغاری: Daskalovo) روستایی در بلغارستان است که در شهرستان چرنوچن واقع شده‌است. داسکالووو ۴٫۹۸۶ کیلومتر مربع مساحت و ۳۸۲ نفر جمعیت دارد.